# Julien Locke
Julien Locke (* 1. September 1993 in Nelson) ist ein kanadischer Skilangläufer.

## Werdegang
Locke startete im Dezember 2010 in Vernon erstmals im Nor-Am-Cup und belegte dabei den 67. Platz über 15 km Freistil. In der Saison 2014/15 erreichte er mit zweiten Plätzen im Sprint in Canmore und in Thunder Bay seine ersten Podestplatzierungen im Nor Am Cup und errang zum Saisonende den neunten Platz in der Gesamtwertung. In der folgenden Saison kam er im Nor-Am-Cup viermal unter die ersten Zehn. Dabei holte er jeweils im Sprint in Thunder Bay und in Cantley seine ersten Siege und belegte zum Saisonende den 11. Platz in der Gesamtwertung. Bei den U23-Weltmeisterschaften 2016 in Râșnov gelang ihn der 16. Platz im Sprint. Sein erstes Weltcuprennen lief er im Februar 2017 in Pyeongchang, welches er auf dem 36. Platz im Sprint beendete. Im folgenden Monat holte er beim Weltcup-Finale in Quebec, welches er auf dem 73. Platz beendete, mit dem 20. Platz im Sprint seine ersten Weltcuppunkte. In der Saison 2017/18 gewann er den Sprint in Rossland und in Mont Sainte-Anne. Zudem wurde er im Sprint in Gatineau Zweiter und erreichte abschließend den zehnten Platz in der Gesamtwertung des Nor-Am-Cups.
In der folgenden Saison siegte Locke im Sprint in Duntroon und errang zudem einmal den zweiten und zweimal den dritten Platz und erreichte damit den dritten Platz in der Gesamtwertung.

## Siege bei Continental-Cup-Rennen
| Nr. | Datum             | Ort              | Disziplin          | Serie         |
| --- | ----------------- | ---------------- | ------------------ | ------------- |
| 1.  | 14. Januar 2016   | Thunder Bay      | Sprint Freistil    | Nor Am Cup    |
| 2.  | 5. Februar 2016   | Cantley          | Sprint Freistil    | Nor Am Cup    |
| 3.  | 16. Dezember 2017 | Rossland         | Sprint Freistil    | Nor Am Cup    |
| 4.  | 5. Januar 2018    | Mont Sainte-Anne | Sprint klassisch   | Nor Am Cup    |
| 5.  | 4. Januar 2019    | Craftsbury       | Sprint klassisch   | US Super Tour |
| 6.  | 1. Februar 2019   | Duntroon         | Sprint klassisch   | Nor Am Cup    |
| 7.  | 7. Januar 2020    | Houghton         | Sprint klassisch   | US Super Tour |
| 8.  | 12. Dezember 2023 | Anchorage        | Sprint Freistil    | US Super Tour |
| 9.  | 16. Dezember 2023 | Anchorage        | Sprint klassisch   | US Super Tour |
| 10. | 22. März 2025     | Canmore          | Sprint klassisch 1 | Nor Am Cup    |